# Rock Star (canção de N.E.R.D.)
"Rock Star" é uma canção escrita por Chad Hugo e Pharrell Williams, gravada pela banda N.E.R.D.
É o segundo single do álbum de estreia lançado a 12 de Março de 2002, In Search Of....

## Paradas
| Parada (2002)                      | Posições |
| ---------------------------------- | -------- |
| Estados Unidos - Alternative Songs | 36       |